# Silke Meyer (Ethnologin)
Silke Meyer (* 1971 in Reutlingen) ist eine deutsche Ethnologin und seit 2017 Universitätsprofessorin für Europäische Ethnologie an der Universität Innsbruck.

## Leben
Sie studierte Kunstgeschichte, Anglistik und Volkskunde/Europäische Ethnologie an den Universitäten Tübingen, Münster und Sheffield. Nach der Promotion 2002 in Volkskunde/Europäische Ethnologie an der Universität Münster, Titel der Dissertation „Ikonographie der Nation. Nationalstereotype in der englischen Druckgraphik“ war sie von 2002 bis 2004 DAAD-Hochschullektorin im German Department der Nottingham University. Von 2004 bis 2010 war sie Universitätsassistentin am Seminar für Volkskunde/Europäische Ethnologie der Universität Münster. Von 2010 bis 2015 war sie Assistenz-Professorin (mit Qualifizierungsvereinbarung) am Institut für Geschichtswissenschaften & Europäische Ethnologie der Universität Innsbruck. Nach der Habilitation 2015, venia legendi „Europäische Ethnologie“ war sie seit 2016 assoziierte Professorin am Institut für Geschichtswissenschaften & Europäische Ethnologie in Innsbruck. 2017 lehnte sie den Ruf auf die W3-Professur Europäische Ethnologie/Volkskunde an der Universität Kiel (Nachfolge Silke Göttsch-Elten) ab. Seit 2017 ist sie Universitätsprofessorin für Europäische Ethnologie.

## Forschungsschwerpunkte
- Ökonomische Anthropologie
- Migration
- soziale Ungleichheit
- Remittances
- Geld als soziale und kulturelle Praxis
- Stereotype
- Nation und nationale Identität
- ethnologische Bildwissenschaft[1]

## Schriften (Auswahl)
- Die Ikonographie der Nation. Nationalstereotype in der englischen Druckgraphik des 18. Jahrhunderts. Münster 2003, ISBN 3-8309-1303-6.
- als Herausgeberin mit Ruth Mohrmann und Andreas Hartmann: Historizität als Aufgabe und Perspektive in der Volkskunde/Europäischen Ethnologie. Tagungsband der dgv-Hochschultagung 2006. Münster 2007, ISBN 3-8309-1860-7.
- als Herausgeberin: Money Matters. Umgang mit Geld als soziale und kulturelle Praxis. Innsbruck 2014, ISBN 978-3-902936-40-0.
- Das verschuldete Selbst. Narrativer Umgang mit Privatinsolvenz. Frankfurt am Main 2017, ISBN 978-3-593-50688-3.

## Auszeichnungen
- 2017: Preis der Landeshauptstadt Innsbruck
- 2014: Nachwuchsförderung des Vizerektorats für Forschung der Universität Innsbruck
- 2013: Ars Docendi-Staatspreis für exzellente Lehre
- 2012: Preis für exzellente Lehre Lehreplus! der Universität Innsbruck[1]